# Casa Ponland
La Casa Ponland, Can Frigolet, antiga Casa Pou o Pouplana, és un edifici del municipi de Palafrugell (Baix Empordà) inclòs en l'Inventari del Patrimoni Arquitectònic de Catalunya.

## Descripció
La casa Ponland està situada al carrer de la Caritat. És un gran casal entre mitgeres, format per planta baixa i dos pisos, amb coberta de teula a dues vessants. Presenta les obertures rectangulars, emmarcades en pedra. A la planta baixa hi ha dues portes, i una finestra situada a la banda esquerra on apareix una data del segle xvii (1619 ?); al primer pis s'obren quatre balcons, i al segon pis quatre finestres rectangulars. El conjunt es corona amb un ràfec. El material de construcció és la pedra. A l'altura del primer i del segon pis hi ha restes d'interessants esgrafiats, en l'actualitat gairebé invisibles, de temàtica floral, vegetal i figurativa.

## Història
Sembla que en el seu origen la casa Ponland era una masia. Durant el segle xvii s'hi degueren fer obres de remodelació, ja que d'aquest període és la inscripció d'una finestra de la façana, i són dignes d'esment -malgrat el perill immediat de desaparició que corren- els esgrafiats barrocs. L'emblema dels Pou o Pouplana (llinatge del segle XVII-XVIII al qual pertanyien alguns notaris) figura en diferents llocs de la casa.